# Basketball in Israel

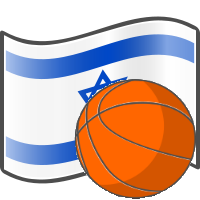

Die bisher größten Erfolge im sportlichen Bereich kann Israel im Basketball verzeichnen. Der größte Erfolg der Nationalmannschaft ist der zweite Platz in der Basketball-Europameisterschaft 1979 in Italien.
Die Stärke des israelischen Basketballs liegt jedoch auf der Vereinsebene. So gewann der israelische Rekordmeister Maccabi Tel Aviv zwischen 1977 und 2005 fünf Mal den Europa-Cup und 1981 den Europapokal; das Frauen-Team von Elitzur Ramle gewann 2011 den Eurocup der Frauen.

## Ligen der Herren
D1 – Premier League
Die Premier League (Ligat Ha'Al) ist die höchste israelische Basketballliga. Es nehmen pro Saison 11 Teams teil.
D2 – National League
Die National League (Ligat Leumit) ist die zweithöchste Liga mit 14 Teams.
D3 – National 2
Die National 2 League (Ligat Artzit) hat eine Nord- und eine Süd-Division mit jeweils 12 Teams.
Die vierthöchste Spielklasse ist die Ligat Alef.

## Internationale Erfolge
| Jahr | Titel                  | Mannschaft           | Meisterschaft                      | Disziplin             |
| ---- | ---------------------- | -------------------- | ---------------------------------- | --------------------- |
| 1967 | Vize-Europapokalsieger | Maccabi Tel Aviv     | FIBA Europapokal der Pokalsieger   | Basketball            |
| 1977 | Europapokalsieger      | Maccabi Tel Aviv     | FIBA Europapokal der Landesmeister | Basketball            |
| 1979 | Vize-Europameister     | Nationalmannschaft   | Basketball-Europameisterschaft     | Basketball            |
| 1980 | Vize-Europapokalsieger | Maccabi Tel Aviv     | FIBA Europapokal der Landesmeister | Basketball            |
| 1980 | Weltpokalsieger        | Maccabi Tel Aviv     | Intercontinental Cup               | Basketball            |
| 1981 | Europapokalsieger      | Maccabi Tel Aviv     | FIBA Europapokal der Landesmeister | Basketball            |
| 1982 | Vize-Europapokalsieger | Maccabi Tel Aviv     | FIBA Europapokal der Landesmeister | Basketball            |
| 1987 | Vize-Europapokalsieger | Maccabi Tel Aviv     | FIBA Europapokal der Landesmeister | Basketball            |
| 1988 | Vize-Europapokalsieger | Maccabi Tel Aviv     | FIBA Europapokal der Landesmeister | Basketball            |
| 1989 | Vize-Europapokalsieger | Maccabi Tel Aviv     | FIBA Europapokal der Landesmeister | Basketball            |
| 1999 | Vize-Europapokalsieger | A.S. Ramat-HaScharon | Ronchetti Cup                      | Basketball der Frauen |
| 2000 | Europapokalsieger      | Maccabi Tel Aviv     | FIBA Europapokal der Landesmeister | Basketball            |
| 2001 | Europapokalsieger      | Maccabi Tel Aviv     | FIBA Suproleague                   | Basketball            |
| 2004 | Europapokalsieger      | Hapoel Jerusalem     | ULEB Eurocup                       | Basketball            |
| 2004 | Europapokalsieger      | Maccabi Tel Aviv     | EuroLeague                         | Basketball            |
| 2005 | Europapokalsieger      | Maccabi Tel Aviv     | EuroLeague                         | Basketball            |
| 2006 | Vize-Europapokalsieger | Maccabi Tel Aviv     | EuroLeague                         | Basketball            |
| 2008 | Vize-Europapokalsieger | Maccabi Tel Aviv     | EuroLeague                         | Basketball            |
| 2011 | Vize-Europapokalsieger | Maccabi Tel Aviv     | EuroLeague                         | Basketball            |
| 2011 | Europapokalsieger      | Elitzur Ramla        | EuroCup Women                      | Basketball der Frauen |
| 2014 | Europapokalsieger      | Maccabi Tel Aviv     | EuroLeague                         | Basketball            |